# IVC 6
IVC 6 - The Challenge foi o sexto evento do International Vale Tudo Championship. Juntamente com o IVC 7 - The New Champions foi um dos eventos duplos realizados no dia 23 de Agosto de 1998, em São Paulo. Enquanto o IVC 7 - The New Champions teve lutas válidas pelo torneio, o IVC 6 contou com lutas especiais.
O confronto "Chuck Lidell vs. José Landi-Jons" é considerado por Sérgio Batarelli, presidente e promoter do evento, uma das 3 maiores lutas da história do IVC.